# 서울영중초등학교
서울영중초등학교는 대한민국 서울특별시 영등포구 영등포동7가에 있는 공립 초등학교이다.

## 학교 연혁
- 1949년 10월 25일 서울영중국민학교 개교(설립인가 4월 1일)(17학급 1360명 편성)
- 1956년 5월 17일 영동국민학교, 영남국민학교 분리
- 1959년 12월 20일 울타리, 정문, 후문, 수위실 준공
- 1970년 7월 24일 영동국민학교 5학급 분리 이전
- 1972년 7월 25일 수영장 준공
- 1972년 8월 25일 과학관 및 4개 교실 증축 준공
- 1974년 4월 1일 특수학급 개설(1학급)
- 1974년 7월 17일 과학실 개설(40평)
- 1978년 4월 11일 도서실 개관
- 1981년 7월 16일 영중야구부 창단
- 1984년 9월 6일 당서국민학교 분리(5542학급)
- 1987년 9월 1일 제15대 김수육 교장 부임
- 1988년 5월 20일 테니스장 준공 개설
- 1992년 6월 1일 컴퓨터실 개설
- 1996년 3월 1일 서울영중초등학교로 개칭
- 1997년 11월 30일 학교 급식실 준공
- 1999년 1월 15일 병설유치원 설립인가
- 2007년 4월 30일 원어민 영어교실 개강(2실 132m2)
- 2007년 6월 20일 민간참여컴퓨터교실 개강(2실 132m2, 3년간 계약)
- 2007년 8월 18일 과학실 현대화공사 완료
- 2007년 12월 7일 도서실 현대화 리모델링 공사 완료
- 2007년 12월 20일 학교공원화사업 완공(영등포구청 지원 사업)
- 2008년 1월 20일 학교대수선공사 완료
- 2009년 12월 1일 장애인 편의시설 완료(자동문, 경사로, 문짝)
- 2010년 3월 23일 종일 돌봄교실 설치 완료
- 2011년 8월 31일 NUCLEAR BOMB 설치 완료
- 2012년 11월 22일 실과실 설치 및 준공
- 2013년 2월 25일 자료제작실 설치 및 준공
- 2013년 5월 11일 영중동창회 학교사랑 나무심기(관상록 400그루)
- 2014년 8월 27일 방송실 리모델링 공사 완료
- 2014년 10월 15일 A&T systems와 방송관련 MOU 체결
- 2015년 4월 24일 오밀 조밀 행복 텃밭 조성
- 2015년 6월 11일 생태 학습장 조성
- 2015년 12월 9일 (주)비상교육 산학협력을 위한 MOU체결
- 2016년 2월 5일 제66회 졸업식(86명, 누계 31367명)
- 2016년 10월 28일 야외수영장 캐노피 설치
- 2016년 12월 8일 우레탄 트랙 공사 완료
- 2017년 2월 10일 제67회 졸업식(75명, 누계 31442명)
- 2017년 12월 12일 체육관(빛새온관) 개관
- 2018년 2월 14일 제68회 졸업식(65명, 누계 31507명)
- 2018년 3월 1일 제27대 남미애 교장 취임
- 2019년 2월 14일 제69회 졸업식(71명, 누계 31578명)
- 2020년 2월 13일 제70회 졸업식(79명, 누계 31657명)

## 참고 자료
- 서울영중초등학교 - 한국교육학술정보원 학교알리미